# ネイサン・エルドン・タナー
ネイサン・エルドン・タナー (Nathan Eldon Tanner, 1898年5月9日 - 1982年11月27日) は、アメリカ合衆国の宗教家。
教師、カナダのアルバータ州、地方自治の政治家。
末日聖徒イエス・キリスト教会の会長。
米国ユタ州ソルトレークシティで生まれるが、家族ですぐに、カナダ アルバータ州 Cardstonに引っ越し、そこで育つ。
| スタブアイコン | サブスタブ | この項目は、まだ閲覧者の調べものの参照としては役立たない、人物に関連した書きかけの項目です。この項目を加筆・訂正などしてくださる協力者を求めています（P:人物伝/PJ:人物伝）。 |